# Micrathena clypeata
Micrathena clypeata là một loài nhện trong họ Araneidae.
Loài này thuộc chi Micrathena. Micrathena clypeata được Charles Athanase Walckenaer miêu tả năm 1805.